# Ferdinand Samuel Laur
Ferdinand Samuel Laur, nato Naegeli (Markdorf, 22 febbraio 1791 – Egelshofen, 2 luglio 1854), è stato un compositore, direttore d'orchestra, direttore di coro e docente badense naturalizzato svizzero.
Fu autore di musica corale e tra le sue opere sono presenti raccolte di canti a due voci per scolari, cori maschili, cori misti per chiese e istituzioni canore.
Nei primi anni '20 compose il brano Freiheit (dal tedesco Libertà), con testo di Friedrich Schlegel, che venne poi adottato come base musicale per Lesōthō fatše la bo ntat'a rōna, l'inno nazionale del Lesotho, nel 1967.

## Biografia

### Gioventù
Ferdinand Samuel Naegeli nacque nel 1791 a Markdorf, nel Baden, e fu destinato dal padre, un impiegato statale, alla carriera pedagogica, che intraprese insegnando nel campo musicale. Si formò come insegnante alle scuole di Meersburg e Karlsruhe, ma anche nell'esecuzione strumentale e nella direzione d'orchestra. Nel 1826 sposò Maria Zaeslin (1807-1866).

### Carriera
Nel 1809 iniziò a insegnare musica all'istituto scolastico di Gottstadt e nel 1810 in quello di Philipp Emanuel von Fellenberg, in cui lavorò fino alla fine del 1820, anno in cui si trasferì a Basilea.
Nel 1823 circa pubblicò i suoi primi brani nella collezione intitolata 50 zweistimmige Gesänge für Schulen und Gymnasien. Nel 1824 fondò la Società Corale a Basilea, di cui divenne ufficialmente cittadino nel 1826. Si trattava del primo coro misto dell'intera Svizzera e i suoi membri eseguirono capolavori quali il Requiem di Mozart nel 1827 o La Creazione di Haydn nel 1828.
Dal 1828 al 1830 impartì lezioni di teoria musicale, con riguardo specifico al canto e all'armonia, all'Università di Basilea. Qui istituì il coro di pratica universitaria, che fu alla base per la nascita dell'Akademischen Männerchors (Coro Accademico Maschile), con sede nell'Associazione Zofinger, dove venivano eseguiti canti studenteschi e patriottici.
Assunse poi la cattedra di canto al liceo e alla scuola superiore femminile di Basilea e negli anni '50 fu direttore del coro maschile della città. Pubblicò anche una raccolta di canoni e le sue canzoni vennero pubblicate in libri corali in francese.

### Morte
Morì nel 1854, all'età di 63 anni.